# 聯邦警察GSG 9
联邦警察GSG 9（德语：GSG 9 der Bundespolizei；縮寫：GSG 9 BPOL），前称第九边境保护组、第九国境守备队（德语：Grenzschutzgruppe 9；縮寫：GSG 9），是德国联邦警察的战术单位。该单位负责打击恐怖主义和暴力犯罪，包括有组织犯罪。除了位于波恩附近圣奥古斯丁-汉格拉尔的总部外，它在柏林也设有基地。自2017年8月1日起，GSG 9隶属于联邦警察第11局。各州警方则保有自己的地区战术单位，即特别行动突击队。
GSG 9由大约400名经过高度训练的警察组成，他们的身份是保密的。该单位不仅在德国执行联邦法律，还负责保护德国的海外利益，例如大使馆的财产和人员。

## 历史

GSG 9舊有臂章

### 名称来源
GSG 9的名称源自联邦边境保护局（德语：Bundesgrenzschutz；縮寫：BGS）的组织架构。当时，联邦边境保护局下设四个边境保护司令部和八个边境保护组（包括GSG 1-7及海事组）。因此，该单位被命名为“第九边境保护组”。尽管联邦边境保护局历经多次机构重组，GSG 9始终保持着这一独特名称及其作为边境保护组的编制地位。在2005年联邦边境保护局更名为联邦警察（德语：Bundespolizei；縮寫：BPOL）后，鉴于其在国际反恐领域的卓越声誉和广泛知名度，这一名称的缩写得以保留，并增加了“联邦警察”前缀。

### 慕尼黑惨案
1972年9月5日，正值第二十届夏季奥运会，巴勒斯坦的黑色九月组织劫持了九名以色列运动员作为人质。当时联邦德国调用巴伐利亚州警方进行营救，但可惜营救失败，九名人质全部丧生，过程中击毙了五名恐怖分子。惨案发生后，内务部长汉斯-迪特里希·根舍委托乌尔里希·魏格纳成立了GSG 9。

### 汉莎航空劫机

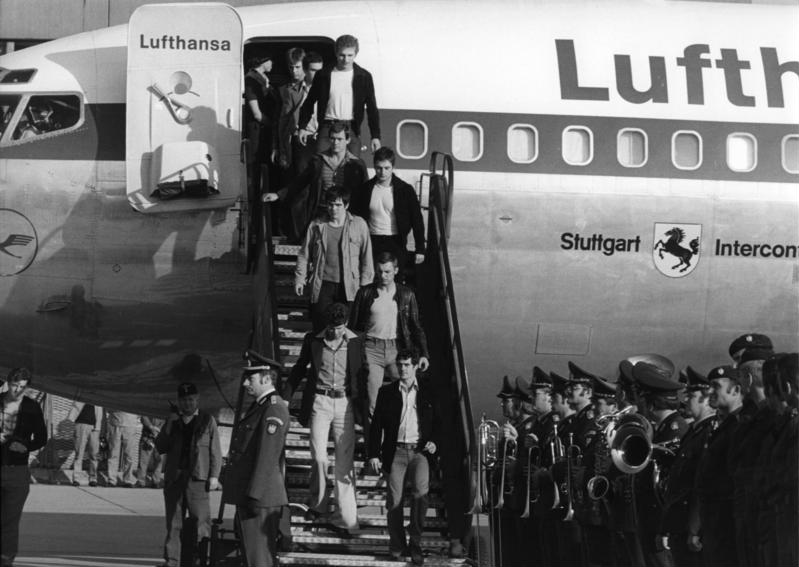
1977年10月18日，GSG 9队员與LH181劫机事件人質隨漢莎航空“斯圖加特號”抵達科隆/波恩機場

到目前为止该事件是GSG 9最大的营救行动。劫机发生于1977年10月18日，解放巴勒斯坦人民阵线在摩加迪沙劫持了86名人质。最后，三名恐怖分子被击毙，剩下一名被逮捕。这一次成功的行动为GSG 9赢得了盛名。根据一名前队员的说法，劫机事件中被劫持的波音737正是汉莎航空为GSG 9提供的训练用机。

### 队员殉职
1993年，GSG 9在巴特克萊寧（Bad Kleinen）尝试逮捕怀疑为红军派恐怖分子的沃尔夫冈·格拉姆斯（Wolfgang Grams）和他的女友比尔格伊特·霍格费尔德（Birgit Hogefeld）时，队员米夏埃尔·聂夫热拉（Michael Newrzella）被杀害。他是第一位殉职的队员，年仅26岁。格拉姆斯在受伤后自杀——这一结论经过多次司法审查，并由检察机关调查确认。然而，几天后，多家媒体引用目击者证词，称格拉姆斯是被警察“处决”的，这一说法引发了关于涉事机构的政治争议，并导致联邦内政部长鲁道夫·赛特斯（Rudolf Seiters）辞职。

### 任务记录
根据联邦警察的数据，GSG 9在2000年成功完成了26次任务，包括其职责范围内的任务和支援其他安全部门的任务。从1972年至2003年，GSG 9总共完成了至少1500次任务，只失败了五次。

## 招聘与培训

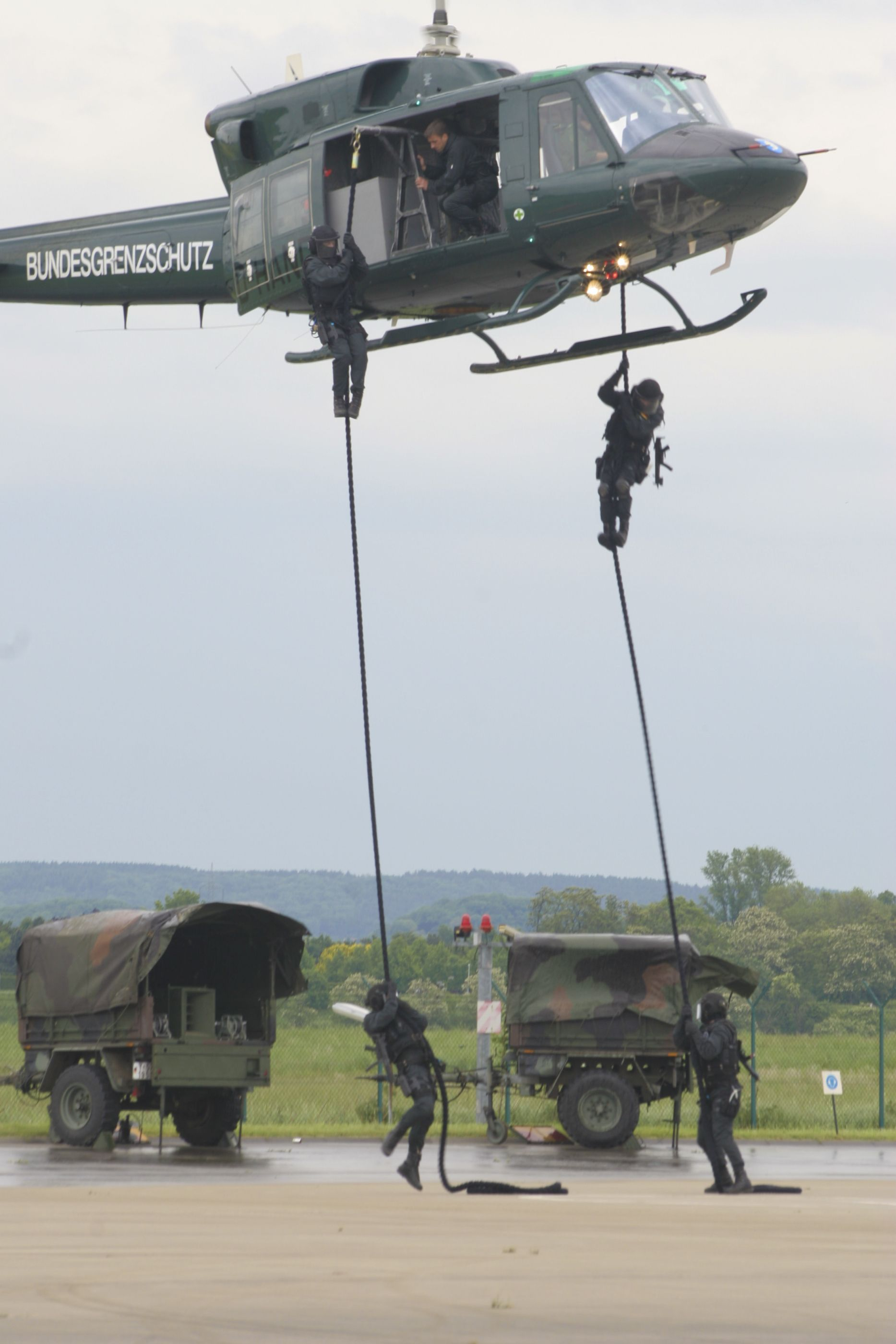
2005年的GSG 9演習

已完成职业训练的联邦警察、州警察可以申请GSG 9选拔程序，年龄要求为34岁以下。 

### 资格选拔程序
为期四天的资格选拔程序（EAV）每年春季举行，紧接着五月的培训开始。申请者需在指定医疗部门进行健康状况评估。其中一项排除条件是佩戴视力矫正工具。自2019年以来，招聘部门允许通过激光手术矫正视力的警员申请，但手术必须已完成两年。 
EAV包括选拔训练，测试申请者的身体素质、运动能力和耐力。具体要求如下：
- 库珀测试（12分钟耐力跑）：至少3000米
- 100米冲刺：最长时间13.4秒
- 立定跳远：至少2.40米
- 引体向上：至少10次
- 卧推：至少10次，重量为自身体重的75%（至少50公斤）
- 完成障碍跑测试和灵活性测试

此外，通过心理测试评估申请者的智力、专注力、团队合作能力和个性特征。申请者还必须展示其射击技能和安全操作枪械的能力。EAV以个人面试结束，采用多模态访谈的形式。通常情况下，只有10%至15%的申请者能够通过选拔。

### 基础和专业培训
通过选拔的学员每年于五月开始总共为期十个月的基础和专业培训。培训包括四个月的基础训练、一周的强化训练、根据学员计划的战术职责进行的专业培训，以及最终的培训结业考试。所有这些阶段顺利通过后，学员将获得GSG 9的徽章，并被分配到某个行动单位，成为一名特种警察。
额外技能有精准射击、潜水、跳伞、侦查学等，会根据任务需求进行培训。
近身格斗、自卫术主要借鉴了拳击、踢拳、柔道等武术。其中，逮捕和制服技术主要来源于柔术和咏春拳。
GSG 9有时会在国外进行训练，如果那里具备更适合的训练条件（例如沙漠或浮冰环境）。

## 组织结构

### 部门和人员
GSG 9由多个专门单位组成，每个单位在执行不同任务方面具备特定的专业能力。据前指挥官乌尔里希·韦格纳透露，2017年该部队约有400名成员。

#### 第一单位 - 精准射手
专注于精准射击，配备了多种精准武器和侦察设备。其任务包括在各种隐蔽环境中对目标进行侦察和打击。警员是伪装和潜伏的专家，经过多年的专业训练，掌握各种战术射击技巧。培训在GSG 9内部及与国内外特种部队合作进行。

#### 第二单位 - 潜水员与船艇驾驶员
专精于战术潜水和行动船艇驾驶。潜水员利用特殊潜水装备，在海上行动中悄无声息地接近目标。警员首先在联邦警察完成潜水课程，随后参与联邦国防军战斗潜水员的培训。船艇驾驶员则负责使用小型和中型船艇运送行动人员，整个培训约需一年。

#### 第三单位 - 伞兵
负责战术跳伞，掌握从普通跳伞到黑暗条件下精准着陆等技能。配备特殊降落伞以应对各种任务。主要在联邦国防军接受初级培训，然后通过国内外工作坊进一步提升。

#### 第四单位 - 柏林
为加强GSG 9在柏林的反应能力而设立，主要负责城市环境中的快速调动和行动。成员具备与其他单位相同的基本战术技能，并专注于城市作战。

#### 支援单位
提供技术和医疗支持，包括作战技术（开启/排爆、侦察/记录）和作战医疗等领域。他们开发并测试新技术和战术，同时为各行动单位提供培训。支援单位的成员通常从行动单位中选拔，但其他具备相关知识和资质的联邦警察也可以申请这些岗位。

### 工作地点
GSG 9的总部位于波恩附近的圣奥古斯丁-汉格拉尔。自2018年以来，GSG 9在柏林为第四个行动单位设立了第二个基地，以缩短在柏林及周边地区执行任务的响应时间。

### 指挥官
GSG 9的历任指挥官是唯一公开身份的GSG 9成员：
- 1972–1980：乌尔里希·韦格纳（Ulrich Wegener）[16]
- 1980–1982：克劳斯·布莱特（Klaus Blätte）
- 1982–1991：乌韦·迪（Uwe Dee）
- 1991–1997：于尔根·比肖夫（Jürgen Bischoff）
- 1997–2005：弗里德里希·艾歇勒（Friedrich Eichele）
- 2005–2014：奥拉夫·林德纳（Olaf Lindner）
- 2014–2023：热罗姆·富克斯（Jérôme Fuchs）
- 2023年至今：罗伯特·海默林（Robert Hemmerling）[17]

### 勤务和津贴
GSG 9的所有单位都可以执行任务。GSG 9队员与其他公务员一样，对其工作内容负有保密义务。他们的工作计划被列为机密。GSG 9队员有资格获得特殊任务津贴（根据《艰苦津贴条例》第22条第一款第一项规定，自2017年1月1日起为每月500欧元，2008年至2016年为每月400欧元）。

### 战友协会
GSG 9战友协会（德语：GSG 9 Kameradschaft e.V.）是前任或现任队员组成的公益性社团，在1982年10月31日于圣奥古斯丁成立。

## 海外部署
如果得到当事国的同意，联邦内政和国土部可部署GSG 9前往海外执行任务，如在人质事件中营救本国公民。需要注意的是，GSG 9队员不具备战斗员身份（于1994年联邦边境法被撤销），因此无法执行军事任务。

## 武器裝備

### 個人武器

#### 手槍
| 武器名稱             | 原產地 | 備註                    |
| -------------------- | ------ | ----------------------- |
| HK P7                | 德国   | 已退役                  |
| 瓦爾特PPK            | 德国   | 已退役                  |
| SIG Sauer P228       | 德国   | 已退役                  |
| HK USP               | 德国   | 包括德軍制式版本P8和P12 |
| 華瑟P99              | 德国   | -                       |
| 格洛克17             | 奥地利 | 現時主力手槍之一        |
| 格洛克19             | 奥地利 | 現時主力手槍之一        |
| HK P30               | 德国   | -                       |
| HK SFP9              | 德国   | -                       |
| S&W保鏢型            | 美国   | 已退役                  |
| S&W M19              | 美国   | 已退役                  |
| 儒格.357麥林轉輪手槍 | 美国   | 已退役                  |

#### 衝鋒槍
| 武器名稱 | 原產地 | 備註                                           |
| -------- | ------ | ---------------------------------------------- |
| HK MP5   | 德国   | 採用型號包括MP5A2、MP5A3、MP5A5、MP5SD及MP5K等 |
| HK MP7A1 | 德国   | -                                              |
| HK UMP   | 德国   | -                                              |

#### 突擊步槍／戰鬥步槍
| 武器名稱     | 原產地 | 備註                                       |
| ------------ | ------ | ------------------------------------------ |
| HK G36       | 德国   | 採用的型號為G36C及G36K，目前的主力步槍之一 |
| HK416A5      | 德国   | 命名為“G38”                                |
| HK417        | 德国   | -                                          |
| SIG SG 550   | 瑞士   | -                                          |
| SIG SG 551   | 瑞士   | -                                          |
| SIG SG 553   | 瑞士   | -                                          |
| Steyr AUG A3 | 奥地利 | -                                          |
| FN SCAR      | 比利时 | 採用型號為SCAR-L                           |

#### 狙擊步槍
| 武器名稱          | 原產地 | 備註       |
| ----------------- | ------ | ---------- |
| 斯泰爾SSG 69      | 奥地利 | 已退役     |
| PGM 338           | 法國   | -          |
| 布拉塞爾R93戰術型 | 德国   | -          |
| DSR-1             | 德国   | -          |
| 黑內爾RS9         | 德国   | -          |
| HK PSG1           | 德国   | 已退役     |
| HK SL9SD          | 德国   | -          |
| PGM Hecate II     | 法國   | 反器材步槍 |

#### 輕機槍／通用機槍
| 武器名稱 | 原產地 | 備註 |
| -------- | ------ | ---- |
| HK G8    | 德国   | -    |
| MG3      | 德国   | -    |

#### 霰彈槍
| 武器名稱  | 原產地 | 備註         |
| --------- | ------ | ------------ |
| 雷明登870 | 美国   | 主要用作破門 |
| HK502     | 德国   | -            |
| HK512     | 德国   | -            |
| 伯奈利M3  | 義大利 | -            |

#### 榴彈發射器
| 武器名稱 | 原產地 | 備註 |
| -------- | ------ | ---- |
| HK69     | 德国   | -    |

#### 反裝甲武器
| 武器名稱 | 原產地 | 備註   |
| -------- | ------ | ------ |
| Armburst | 德国   | 已退役 |

#### 近戰武器
| 武器名稱         | 原產地 | 備註 |
| ---------------- | ------ | ---- |
| 格洛克78型戰鬥刀 | 奥地利 | -    |

### 個人裝備
- 作戰服
  - 舊款作戰服為藍色，現在以黑色、灰色和軍綠色為主。
- 戰術頭盔：較新型號可配備防彈面罩。
  -  傘兵版M35鋼盔（已退役）
  -  TIG PSH 77（已退役）
  -  Ulbrichts AM95 
  -  Ops-Core FAST Ballistic／XP
- 攜板背心
- 抗噪耳機
  -  3M Peltor Comtac XPI
- 夜視儀
  -  GPNVG-18
  -  AN/PVS-31
- 無線電
- 防彈盾
- 警棍
- 非致命手榴彈

## 流行文化

### 電子遊戲
- （包括《零点行动》和《起源》）：GSG 9作为反恐部队之一登场，队员身穿海蓝色制服和战术背心，佩戴迷彩PSH-77頭盔。其人物造型参考了GSG 9在八九十年代的经典形象。
- 《反恐精英：全球攻势》：GSG 9作为反恐部队之一在特定地图中登场，队员穿着海蓝色制服和战术背心，佩戴Flecktarn迷彩AM95头盔。
- ：GSG 9作为反恐部队之一登场，旗下共有四名干员：Jäger、Bandit、IQ和Blitz。其人物造型部分参考了经常穿着便服执行任务的特别行动突击队。

### 电影
- 《美国队长3》：GSG 9前往罗马尼亚，试图抓捕涉嫌参与奥地利联合国会议爆炸案的嫌疑人巴基·巴恩斯，但大部分队员被史蒂芬·罗杰斯和巴恩斯制服。最终，在高速公路追逐战的尾声，他们逮捕了巴恩斯、罗杰斯、猎鹰和黑豹。